# 错排问题
错排问题是组合数学中的问题之一。考虑一个有{\displaystyle n}个元素的排列，若一个排列中所有的元素都不在自己原来的位置上，那么这样的排列就称为原排列的一个错排。 {\displaystyle n}个元素的错排数记为{\displaystyle D_{n}}或{\displaystyle !n}。 研究一个排列错排个数的问题，叫做错排问题或称为更列问题。
最早研究错排问题的是尼古拉·伯努利和欧拉，因此历史上也称为伯努利-欧拉的装错信封的问题。这个问题有许多具体的版本，如在写信时将{\displaystyle n}封信装到{\displaystyle n}个不同的信封里，有多少种全部装错信封的情况？又比如四人各写一张贺年卡互相赠送，有多少种赠送方法？自己写的贺年卡不能送给自己，所以也是典型的错排问题。

## 定義
記{\displaystyle D_{n}}為{\displaystyle \{1,2,\dots ,n\}}上沒有不動點的排列(即{\displaystyle \phi :\{1,2,\dots ,n\}\to \{1,2,\dots ,n\},\ \phi (i)\neq i,\ \forall 1\leq i\leq n})的個數，{\displaystyle D_{n}}的值如下：（由{\displaystyle n=1}起）
0, 1, 2, 9, 44, 265, 1854, 14833, 133496, 1334961, 14684570, 176214841, 2290792932, ... 
不難發現，這個數列有一個規律，
{\displaystyle D_{n}=nD_{n-1}+(-1)^{n}}。
例如有{\displaystyle n}封收件人不同的信，隨機放入{\displaystyle n}個寫了收件人地址的信封中寄出，求沒有一個收件人收到他所應接收的信的機率。當{\displaystyle n=4}，設四封信為ABCD，則在{\displaystyle 4!=24}個排列之中，只有9個是錯排，即{\displaystyle !4=9}：
BADC, BCDA, BDAC, CADB, CDAB, CDBA, DABC, DCAB, DCBA
所以其機率為
{\displaystyle {\frac {9}{24}}=37.5\%}。

## 历史
18世纪的法国数学家尼古拉·伯努利（1687-1759年）是最早考虑这个问题的人。之后欧拉也开始对这个问题感兴趣，并称之为“组合数学中的一个奇妙问题”，并独立解决了这个问题。

## 研究错排问题的方法

### 枚举法
对于情况较少的排列，可以使用枚举法。
- 当n=1时，全排列只有一种，不是错排，D1 = 0。
- 当n=2时，全排列有两种，即1、2和2、1，后者是错排，D2 = 1。
- 当n=3时，全排列有六种，即1、2、3；1、3、2；2、1、3；2、3、1；3、1、2；3、2、1，其中只有有3、1、2和2、3、1是错排，D3=2。用同样的方法可以知道D4=9。
- 最小的几个错排数是：D1 = 0，D2 = 1，D3=2，D4 = 9，D5 = 44，D6 = 265，D7 = 1854。[4]

### 递推数列法
对于排列数较多的情况，难以采用枚举法。这时可以用递归思想推导错排数的遞迴關係式。
显然D1=0，D2=1。当n≥3时，不妨设n排在了第k位，其中k≠n，也就是1≤k≤n-1。那么我们现在考虑k的情况。
- 当k排在第n位时，除了n和k以外还有n-2个数，其错排数为Dn-2。
- 当k不排在第n位时，那就會剩下n-1個空位(原本n個位置扣掉第k位)和n-1個數字，在排除了排在第k位的n後，由於k不在第n位，等價於把第n個空位改名為k的錯排問題。其错排数为Dn-1。

所以当n排在第k位时共有Dn-2+Dn-1种错排方法，又k有从1到n-1共n-1种取法，我们可以得到：
Dn=(n-1)(Dn-1+Dn-2) 
在上面我们得到
Dn=(n-1)(Dn-1+Dn-2)
从这个公式中我们可以推出Dn的通项公式，方法如下：
为书写方便，记Dn = n!Mn，则M1 = 0, M2 = {\displaystyle {\frac {1}{2}}}
当n大于等于3时，由
Dn = (n-1)(Dn-1 + Dn-2)，
即
{\displaystyle n!M_{n}=(n-1)(n-1)!M_{n-1}+(n-1)(n-2)!M_{n-2}=n!M_{n-1}-(n-1)!M_{n-1}+(n-1)!M_{n-2}}。
所以，{\displaystyle nM_{n}-nM_{n-1}=-M_{n-1}+M_{n-2}}。
于是有 {\displaystyle M_{n}-M_{n-1}=-{\frac {1}{n}}(M_{n-1}-M_{n-2})=...=(-{\frac {1}{n}})(-{\frac {1}{n-1}})...(-{\frac {1}{3}})(M_{2}-M_{1})=(-1)^{n}{\frac {1}{n!}}.}
所以
{\displaystyle {\begin{aligned}M_{n}-M_{n-1}&=(-1)^{n}{\frac {1}{n!}}\\M_{n-1}-M_{n-2}&=(-1)^{(n-1)}{\frac {1}{(n-1)!}}\\\vdots \quad &=\quad \vdots \\M_{2}-M_{1}&=(-1)^{2}{\frac {1}{2!}}\\\end{aligned}}}
将上面式子分边累加，得
{\displaystyle M_{n}=(-1)^{2}{\frac {1}{2!}}+(-1)^{3}{\frac {1}{3!}}...+(-1)^{n}{\frac {1}{n!}}.}
因此，我们得到错排公式
{\displaystyle D_{n}=n!M_{n}=n!({\frac {1}{2!}}-{\frac {1}{3!}}+...+(-1)^{n}{\frac {1}{n!}}).}

## 多项式模拟
{\displaystyle x_{1},x_{2},...,x_{n}}错排，{\displaystyle x_{1}}需排在{\displaystyle x_{2},x_{3},...,x_{n}}、{\displaystyle x_{2}}需排在{\displaystyle x_{1},x_{3},...,x_{n}}如此类推。
记{\displaystyle s=\sum _{r=1}^{n}x_{r}}，错排结果为{\displaystyle \displaystyle \prod _{r=1}^{n}(s-x_{r})}中{\displaystyle \displaystyle \prod _{r=1}^{n}x_{r}}的系数
记{\displaystyle a_{r}=(-1)^{r}\sum x_{1}x_{2}...x_{r}}为基本对称多项式，
{\displaystyle \displaystyle \prod _{r=1}^{n}(s-x_{r})=\sum _{r=0}^{n}a_{r}s^{n-r}=\sum _{r=2}^{n}a_{r}s^{n-r}}
从{\displaystyle a_{r}}选出{\displaystyle x_{1},x_{2},...,x_{r}}，然后从{\displaystyle s^{n-r}}选出{\displaystyle x_{r+1},x_{r+2},...,x_{n}}，组成{\displaystyle \displaystyle \prod _{r=1}^{n}x_{r}}
从{\displaystyle a_{r}}选出r个x有{\displaystyle C_{r}^{n}}种可能，从{\displaystyle s}选出其余的n-r个x有
{\displaystyle {\frac {(n-r)!}{1!1!...1!}}=(n-r)!}
种可能
{\displaystyle \displaystyle \sum _{r=2}^{n}(-1)^{r}C_{r}^{n}(n-r)!=n!\sum _{r=2}^{n}{\frac {(-1)^{r}}{r!}}}

## 简化公式
错位排列数的公式可以简化为：{\displaystyle D_{n}=\left\lfloor {\frac {n!}{e}}+0.5\right\rfloor ,}
其中的 {\displaystyle \lfloor n\rfloor } 为高斯取整函数（小于等于 n 的最大整数）。
这个简化公式可以由之前的错排公式推导出来。事实上，考虑指数函数在 0 处的泰勒展开：
{\displaystyle {\begin{aligned}e^{-1}&=1+{\frac {\left(-1\right)^{1}}{1!}}+{\frac {\left(-1\right)^{2}}{2!}}+\cdots +\left(-1\right)^{n}{\frac {1}{n!}}+{\frac {e^{-c}}{(n+1)!}}\left(c-1\right)^{n}\\&={\frac {1}{2!}}-{\frac {1}{3!}}+\cdots +\left(-1\right)^{n}{\frac {1}{n!}}+R_{n}\\&={\frac {D_{n}}{n!}}+R_{n}\\\end{aligned}}}
所以，{\displaystyle {\frac {n!}{e}}-D_{n}=n!\,R_{n}}。其中 Rn 是泰勒展开的餘项，c 是介于 0 和 1 之间的某个实数。Rn 的绝对值上限为
{\displaystyle |R_{n}|\leqslant {\frac {e^{0}}{(n+1)!}}={\frac {1}{(n+1)!}}}
{\displaystyle {\Big |}{\frac {n!}{e}}-D_{n}{\Big |}\leqslant {\frac {n!}{(n+1)!}}={\frac {1}{(n+1)}}}
当 n≥2 时，{\displaystyle {\frac {1}{(n+1)}}} 严格小于 0.5，所以 {\displaystyle D_{n}=n!\left({\frac {1}{2!}}-{\frac {1}{3!}}+...+(-1)^{n}{\frac {1}{n!}}\right)} 是最接近 {\displaystyle {\frac {n!}{e}}} 的整数，可以写成
{\displaystyle D_{n}=\left\lfloor {\frac {n!}{e}}+0.5\right\rfloor .}